# (4902) Thessandrus
(4902) Thessandrus – planetoida z grupy trojańczyków okrążająca Słońce w ciągu 11,9 lat w średniej odległości 5,21 j.a. Odkryła ją Carolyn Shoemaker 9 stycznia 1989 roku w Obserwatorium Palomar. Thessandrus był jednym z siedmiu greckich kapitanów, którzy ukryli się wewnątrz konia trojańskiego.